# Ignace Bessi Dogbo
Ignace Bessi Dogbo (ur. 17 sierpnia 1961 w Niangon-Adjamé) – iworyjski duchowny rzymskokatolicki, w latach 2004–2021 biskup Katiola, w latach 2021–2024 arcybiskup metropolita Korhogo, arcybiskup metropolita Abidżanu od 2024, kardynał od 2024.

## Życiorys
Święcenia kapłańskie przyjął 2 sierpnia 1987 i został inkardynowany do diecezji Yopougon. Po dwuletnim stażu duszpasterskim odbył studia teologiczne na Papieskim Instytucie Biblijnym. Po powrocie do kraju został diecezjalnym dyrektorem Papieskich Dzieł Misyjnych. W 1995 otrzymał nominację na wikariusza generalnego diecezji, zaś dwa lata później także na proboszcza miejscowej katedry.
19 marca 2004 został mianowany biskupem diecezji Katiola. Sakry biskupiej udzielił mu 4 lipca tegoż roku ówczesny biskup Yopougon, Laurent Akran Mandjo.
W 2017 został wybrany na przewodniczącego iworyjskiej Konferencji Biskupów. 3 stycznia 2021 papież Franciszek przeniósł go na urząd arcybiskupa metropolity Korhogo.
20 maja 2024 ten sam papież mianował go arcybiskupem metropolitą Abidżanu.
6 października 2024 podczas modlitwy Anioł Pański papież Franciszek ogłosił jego nominację kardynalską.  Na konsystorzu 7 grudnia 2024 został kreowany kardynałem prezbiterem kościoła Świętego Mariusza i Towarzyszy Męczenników. Brał udział w konklawe 2025, które wybrało papieża Leona XIV.